# C10H8O5
化学式C10H8O5（摩尔质量：208.17 g/mol）可以指以下化合物：

## 香豆素衍生物
- 秦皮素（7,8-二羟基-6-甲氧基香豆素），CAS号：574-84-5
- 异秦皮素（5,6-二羟基-7-甲氧基香豆素），CAS号：50656-75-2

## 其它
- 萘五酚

|  | 这个同类索引页列出了具有相同分子式的化学物（即同分異構體）条目。 除非您是有意链接至本页，否则应将相应条目的内部链接指向正确的条目。 |